# 九州大学医療技術短期大学部
九州大学医療技術短期大学部（きゅうしゅうだいがくいりょうぎじゅつたんきだいがくぶ、英語: School of Health Science Kyushu UniversityまたはKyushu University School of Health Sciences）は、福岡県福岡市東区馬出3-1-1に本部を置いていた日本の国立大学である。1971年に設置され、2006年に廃止された。大学の略称は九大医短または医短。

## 概要

### 大学全体
- 福岡県福岡市東区に所在した日本の国立短期大学で、併設元は九州大学医学部。
- 1971年に九州大学医学部に併設されて開学。3学科と専攻科1専攻からなっていた。
- 2002年度の入学生を最後に[注釈 3]、短期大学としての使命を終える[2]。

### 教育および研究
- 九州大学医療技術短期大学部は医療技術者の養成に力をいれており、九州大学病院での臨床実習も行われていた。

### 学風および特色
- 九州大学医療技術短期大学部は、医学部学生との結びつきが強かったものとみられる。
- 九州では最古かつ、全国では最も存続期間の長かった国立の医療系短大でもあった。
- 学外研修として1回生時の4月と3回生時の10月に宿泊を伴う研修として行われていた。研修先として福岡市の志賀島や「九大山の家九重研修所」などがあった。

## 沿革
- 1903年
  - 京都帝国大学福岡医科大学附属医院看護婦養成科設置
- 1911年
  - 京都帝国大学福岡医科大学附属医院看護婦養成科を九州帝国大学医科大学附属医院看護員養成科に改組。
- 1913年
  - 九州帝国大学医科大学附属医院に産婆養成科を設置。
- 1919年
  - 九州帝国大学医科大学附属看護員養成科を九州帝国大学医学部附属医院看護員養成科に改組。
- 1948年
  - 医学部附属医院看護員養成科を九州大学看護学校に改組。
- 1950年
  - 産婆養成科を九州大学助産婦学校に改組。
- 1954年
  - 九州大学医学部附属診療エックス線技師学校開校。
- 1960年
  - 九州大学医学部附属衛生検査技師学校開校。
- 1961年
  - 九州大学看護学校を九州大学医学部附属看護学校に改組。
- 1965年
  - 医学部附属診療エックス線技師学校に専攻科を設置。
- 1969年
  - 医学部附属診療エックス線技師学校、及び専攻科を九州大学医学部附属診療放射線技師学校に改組。
- 1971年
  - 4月1日 九州大学医療技術短期大学部が以下の学科体制にて開学[3]。
    - 看護科 入学定員80名
    - 診療放射線技術科 入学定員40名
    - 衛生技術科 入学定員40名

  - 5月1日 学生数[4]/定員
    - 看護科 81[注釈 4]/80
    - 診療放射線技術科 33[注 1]/40
    - 衛生技術科 38[注釈 5]/40
- 1972年
  - 5月1日 学生数[5]/定員
    - 看護科 132[注釈 5]/160
    - 診療放射線技術科 69[注 2]/80
    - 衛生技術科 68[注釈 6]/80
- 1973年
  - 5月1日 学生数[6]/定員
    - 看護科 199[注釈 7]/240
    - 診療放射線技術科 97[注 3]/120
    - 衛生技術科 104[注釈 6]/120
- 1976年
  - 4月1日 学科名を以下の通り変更[注 4]。
    - 看護科→看護学科
    - 診療放射線技術科→診療放射線技術学科
    - 衛生技術科→衛生技術学科
- 1978年
  - 4月1日 専攻科の設置が認められ、以下の課程を設ける[8]。
    - 助産学特別専攻 入学定員20名
- 1985年
  - 5月1日 学生数[9]/定員
    - 看護学科 237[注 5]/240
    - 診療放射線技術学科 123[注 6]/120
    - 衛生技術学科 115[注 7]/120
- 1986年
  - 5月1日 学生数[10]/定員
    - 看護学科 234[注釈 5]/240
    - 診療放射線技術学科 124[注 8]/120
    - 衛生技術学科 115[注釈 8]/120
- 1987年
  - 5月1日 学生数[11]/定員
    - 看護学科 239[注釈 5]/240
    - 診療放射線技術学科 124[注 9]/120
    - 衛生技術学科 115[注釈 8]/120
- 1992年
  - 5月1日 学生数[注 10]/定員
    - 看護学科 241[注釈 4]/240
    - 診療放射線技術学科 132[注 11]/120
    - 衛生技術学科 122[注釈 6]/120
- 1999年
  - 5月1日 学生数[14]/定員
    - 看護学科 241[注釈 9]/240　
    - 診療放射線技術学科 119[注 12]/120
    - 衛生技術学科 119[注釈 9]/120
- 2002年
  - 4月1日 この年度をもって学生募集を終了[注釈 3]
- 2006年
  - 3月20日 左記をもって正式に廃止とする[2]。

## 基礎データ

### 所在地
- 福岡県福岡市東区馬出3-1-1[注釈 1]

### 象徴
- 九州大学医療技術短期大学部のカレッジマークは九州大学と同じものを使用、

## 教育および研究

### 組織

#### 学科
- 看護学科 入学定員80名[注釈 10]
- 診療放射線技術学科 入学定員40名[注釈 10]
- 衛生技術学科 入学定員40名[注釈 10]

#### 専攻科
- 助産学特別専攻 入学定員20名[16]

#### 別科
- なし

#### 取得資格について
受験資格
- 看護師：看護学科
- 診療放射線技師：診療放射線技術学科
- 臨床検査技師：衛生技術学科
- 助産師：専攻科助産学特別専攻

### 研究
- 『九州大学医療技術短期大学部紀要』[注釈 2]

## 学生生活

### 部活動・クラブ活動・サークル活動
- 九州大学医療技術短期大学部独自で活動していたクラブ活動は以下のものがあった。
  - 体育系：テニス・バドミントン・バスケットボール・バレーボール・軽登山ほか
  - 文化系：軽音楽
- その他、準硬式野球・テニス・バレーボール・ラグビー・サッカー・剣道・弓道・水泳・アイスホッケー・スキーなど九州大学のクラブ団体に加入していた短大生もいた。

### 学園祭
- 九州大学医療技術短期大学部の学園祭は「堅粕祭」と呼ばれていた。

## 大学関係者と組織

### 大学関係者一覧

#### 大学関係者
歴代学長
- 池田数好
- 神田慶也
- 田中健蔵
- 高橋良平
- 和田光史
- 杉岡洋一

## 施設

### キャンパス
- 設備：短大独自のキャンパスがあり、当時建物面積はおよそ9,300m2で、本館・講義棟・体育館などがあった。

## 対外関係

### 系列校
- 九州大学

## 卒業後の進路について

### 就職について
- 全学科とも資格を活かした職に就く人が大半で九州大学病院や私立病院、国公立病院など多数ある。

### 編入学・進学実績
- 看護学科：九州大学理学部・高知大学・佐賀医科大学・大分医科大学・西南女学院大学などの各大学、岡山大学及び熊本大学の各大学養護教諭特別別科、九州大学医療技術短期大学部・産業医科大学医療技術短期大学・岡山大学医療技術短期大学部・長崎大学医療技術短期大学部・鹿児島大学医療技術短期大学部・愛媛県立医療技術短期大学などの各短期大学専攻科がある。
- 診療放射線技術学科：岐阜大学・大阪大学ほか
- 衛生技術学科：東京医科歯科大学・神戸大学・岡山大学・九州工業大学などがある。